# 1590-е

## Догађаји и трендови
- 1590. — рођен Ахмед I, турски султан.
- 1592. — рођен Шах Џахан, могулски цар, који је саградио чувени маузолеј Таџ Махал.
- 1592. — рођен Мустафа I, турски султан.
- 1592. — Османлије заузимају Бихаћ.
- 1593. — догодила се Битка код Сиска, у којој је постигнута важна побједа хришћанских снага над османском војском и која је означила почетак Дугог рата између Хабзбуршке монархије и Отоманског царства.
- 1594. — рођен Густав II Адолф, шведски краљ, војсковођа, војни и државни реформатор.
- 1594. — започео је Банатски устанак, један од три највећа устанка у српској историји и највећи устанак пре Првог српског устанка.
- 1594. — погубљен Теодор Несторовић, вршачки епископ и вођа устаника у Банатском устанку.
- 1594. — спаљене мошти светог Саве на Врачару.
- 1595. — рођена Покахонтас, индијанска принцеза.
- 1596. — умро вицеадмирал сир Френсис Дрејк, енглески редов, навигатор, поморски јунак, политичар и грађевински инжењер у елизабетанском добу.
- 1596. — рођен Михаил I Романов, први руски цар из династије Романов.
- 1597. — умро Вилем Баренц, холандски истраживач.
- 1598. — Едиктом из Нанта су окончани Француски вјерски ратови.
- 1598. — умро Фјодор I, руски цар.
- 1598. — Борис Годунов је постао руски цар, посљедњи из династије Рјурикович. Његов долазак на власт је означио почетак петнаестгодишњег раздобља анархије познатог као Смутна времена.
- 1599. — рођен Оливер Кромвел, енглески државник.
- 1599. — умро Петар Охмућевић, адмирал шпанске Непобједиве армаде.

## Наука
- 1590. — Први микроскоп направио Захарије Јансен.
- 1592. — рођен Јан Амос Коменски, чешки педагог, лингвиста, природњак, хуманиста, филозоф и политичар.
- 1592. — умро Адам Бохорич, словеначки лингвист.
- 1596. — рођен Рене Декарт, француски филозоф, математичар и научник.

## Култура
- 1590. — рођен Герард ван Хонтхорст, холандски сликар.
- 1591. — рођен Дирк Халс, холандски сликар.
- 1592. — умро Мишел де Монтењ, француски мислилац, моралиста, политичар и књижевник из доба ренесансе.
- 1593. — рођена Артемизија Ђентилески, италијанска сликарка.
- 1593. — умро Кристифер Марлов, енглески књижевник.
- 1594. — рођен Виљем Клас Хеда, холандски сликар.
- 1595. — премијерно је изведено дјело Вилијама Шекспира Ромео и Јулија.
- 1599. — рођен Антонис ван Дик, фламански сликар.

### Архитектура
- 1599. — умро Ђовани Лоренцо Бернини, италијански барокни умјетник, вајар и значајан представник барока у архитектури Рима.
- 1599. — рођен Франческо Боромини, италијански архитект и вајар.